# Kenworth W900
 (mars 2020).
Si vous disposez d'ouvrages ou d'articles de référence ou si vous connaissez des sites web de qualité traitant du thème abordé ici, merci de compléter l'article en donnant les références utiles à sa vérifiabilité et en les liant à la section « Notes et références ».
Le Kenworth W900 est une gamme de modèles de camions à cabine conventionnelle (à capot) produits par le fabricant de camions américain Kenworth. Produit depuis 1961, le W900 est l'un des camions américains les plus typiques et emblématiques. Dans son nom, le W désigne Worthington, l'un des deux fondateurs de Kenworth.
En 2018, Kenworth introduit le W990.

## Contexte
En 1956, l'entreprise Kenworth présente le camion à cabine conventionnelle W900 en remplacement la série 500 introduite en 1939.

## Présentation du modèle
En production depuis plus de 57 ans, le Kenworth W900 a été produit en trois générations de base: le W900 à "capot étroit" (1961-1966) et le W900A à "capot large" (1967-1982) et W900B (depuis 1982). En 2018, il existait trois versions du W900B vendues. À côté du W900B standard, il y a le W900L à capot allongé (introduit en 1989) et le W900S à capot incliné (introduit en 1987); le W900S est similaire au T800, à l'exception de son essieu avant en avant.
Le W900 existe toujours au catalogue Kenworth pour les nostalgiques et les puristes de la marque. Il s’est néanmoins modernisé, offrant toujours un haut niveau de confort et en laissant quelques équipements modernes faire leur place à bord. Il reste un modèle emblématique pour Kenworth mais aussi pour l’image du « truck » idéal à l’américaine, image qu’il partage avec son cousin du groupe Paccar, le Peterbilt 379.

## Apparitions dans les médias

### Télévision
- Le W900 a fait de nombreuses apparitions à la télévision. Claude Akins est apparu dans un W900A de l'année 1974 bicolore vert dans la série Movin 'On.
- Le W900 est également le camion de l'émission télévisée éducative française C'est pas sorcier.
- Dans le dessin animé MASK, l'engin Rhino, piloté par Bruce Sato et Alex Sector, est un Kenworth W900.

### Cinéma
- Un W900 est sacrifié par le personnage interprété par Yves Montand dans le film La Menace d'Alain Corneau sorti en 1977.

- Le W900 apparaît aussi dans un volet de la saga James Bond dans Permis de tuer (Licence to kill) sorti en 1989 où il est malmené par Timothy Dalton (qui interprète 007) dans une course poursuite.
3 autres W900 sont présents dans le film. Il s’agit plus précisément du W900B.
- Apparaît dans Cours après moi shérif.

### Jeux vidéo
Il apparaît dans le jeu vidéo American Truck Simulator.